# Witte iepenooglapmot
De witte iepenooglapmot (Bucculatrix albedinella) is een vlinder uit de familie ooglapmotten (Bucculatricidae). De wetenschappelijke naam is voor het eerst geldig gepubliceerd in 1839 door Zeller.
De soort komt voor in Europa.